# Ли Гён Хи
Ли Гён Хи (кор. 이경희; род. 17 июня 1970) — южнокорейская хоккеистка на траве, полевой игрок. Участница летних Олимпийских игр 1992 года, чемпионка  летних Азиатских игр 1990 года.

## Биография
Ли Гён Хи родилась 17 июня 1970 года.
В 1990 году в составе женской сборной Южной Кореи по хоккею на траве завоевала золотую медаль летних Азиатских игр в Пекине.
В 1992 году вошла в состав женской сборной Южной Кореи по хоккею на траве на летних Олимпийских играх в Барселоне, занявшей 4-е место. Играла в поле, провела 5 матчей, забила 3 мяча (два в ворота сборной Новой Зеландии, один — Нидерландам).